# إرنست إل. ويلكينسون
إرنست إل. ويلكينسون (بالإنجليزية: Ernest L. Wilkinson)‏ هو محامي أمريكي، ولد في 4 مايو 1899 في أوغدن في الولايات المتحدة، وتوفي في 6 أبريل 1978 في سولت ليك في الولايات المتحدة.